# Топонимия Малайзии

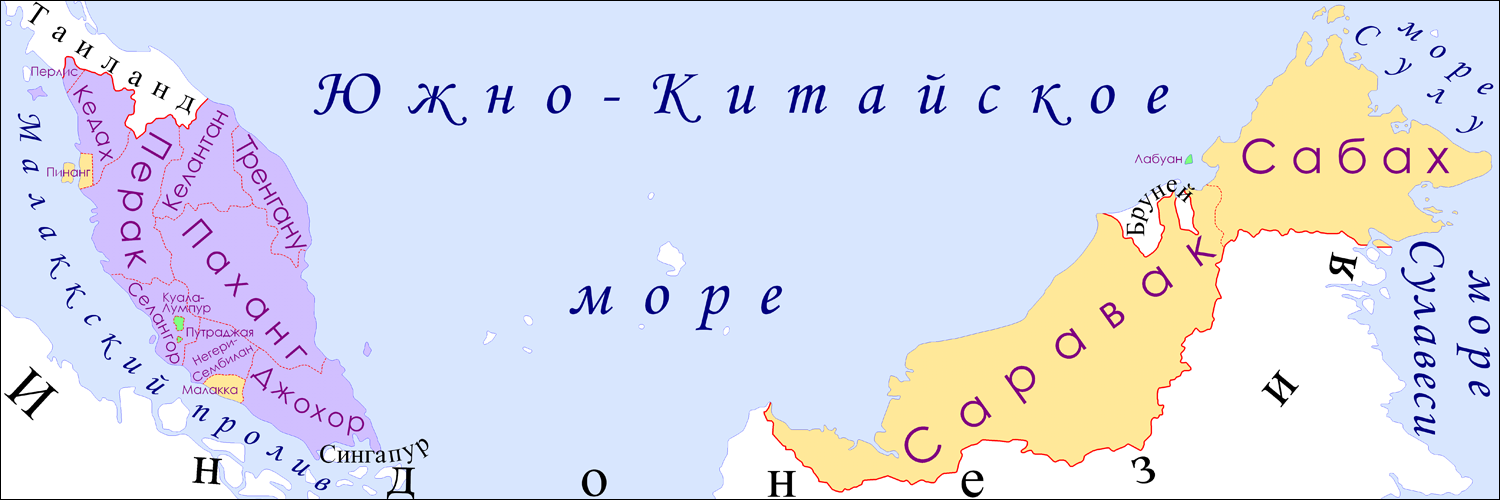
Административное деление Малайзии

Топонимия Малайзии — совокупность географических названий, включающая наименования природных и культурных объектов на территории Малайзии. Структура и состав топонимии обусловлены географическим положением страны, этническим составом населения и её богатой историей.

## Название страны
Считается, что название Melayu произошло от санскритских слов Malaiur или Malayadvipa, что можно перевести как «горная страна». Это слово упоминалось индийскими торговцами по отношению к полуострову Малакка. По другой версии, название произошло от тамильского слова Malai «гора». Французский мореплаватель Ж.Дюмон-Дюрвиль после своей экспедиции в Океанию в 1826 году предложил использовать названия «Малайзия», «Микронезия» и «Меланезия», чтобы обозначить группы островов отдельно от Полинезии. В 1831 году он предложил эти названия Французскому географическому обществу. Малайзией Дюмон-Дюрвиль наименовал «территорию, известную как Ост-Индии». В 1850 году английский этнолог Джордж Виндзор писал в Journal of the Indian Archipelago and Eastern Asia, предлагая для островов юго-восточной Азии названия «Мелаюнезия» или «Индунезия».
В 1957 году Малайская Федерация, включавшая штаты на полуострове Малакка, провозгласила свою независимость. Название «Малайзия» же было принято в 1963 году, когда к федерации присоединились Сингапур, Северное Борнео и Саравак. Таким образом, частица «зи» была добавлена к названию в честь присоединения трёх штатов. Ещё до этого название «Малайзия» применялось по отношению ко всему Малайскому архипелагу. Однако возникшие противоречия между правящими кругами Малайи и правительством Сингапура вскоре привели к выходу Сингапура из её состава, и 9 августа 1965 года Сингапур стал независимым государством.
Официальное название страны — Малайзия (малайск. Malaysia [məlejsiə]).

## Топонимическая политика
Топонимической политикой в стране занимается Национальный комитет по географическим названиям, созданный в 2002 году.